# Hymenaster vicarius
Hymenaster vicarius är en sjöstjärneart som beskrevs av Percy Sladen 1882. Hymenaster vicarius ingår i släktet Hymenaster och familjen knubbsjöstjärnor. Inga underarter finns listade i Catalogue of Life.